# 博恩亞德 (密西西比州)
博恩亞德（英語：Boneyard）是位於美國密西西比州奧爾康縣的鬼鎮。

## 地理
博恩亞德所處的海拔為高於海平面164米（即538英呎），而該地所採用的時區為UTC-6，即北美中部時區（CST）。同時該地設有夏令時間，為UTC-6調快一小時，即UTC-5（CDT）。